# Чабакано
Чабака́но, или чавакано (исп. chabacano [ʧaβakano]) — самая распространённая и известная из всех разновидностей креолизированного испанского языка на Филиппинах. До настоящего времени сохраняет взаимопонимаемость с собственно испанским языком метрополии. На современных Филиппинах под чавакано подразумевается в основном язык населения юго-запада острова Минданао, в частности, г. Замбоанга. Большинство других разновидностей креолизированного испанского языка, равно как и некреолизированного испанского языка на Филиппинах, либо вышло из употребления (например, исчезнувший к 1980-м эрмитеньо), либо находится на грани исчезновения (кавитеньо). Число носителей чавакано — около 0,7 млн чел. (2008, оценка), владеющих — около 1,0 млн.

## Этимология названия
Самоназвание произошло от исп. chabacano — «вульгарный», «грубый», «низкопробный» для описания местного испанского просторечия, усвоенного островитянами и филиппинскими метисами, проживавшими в районе испанского форта, основанного для борьбы с исламизацией островов. Первый испанский форт на острове Минданао был построен 23 июня 1635 года испанским священником-иезуитом Мельчором де Вера для борьбы с мусульманскими пиратами и работорговцами, а также для христианизации острова. Как следствие бетацизма в испанском языке, слова chabacano и chavacano произносятся одинаково, отсюда разночтения в написании.

## Географическое распространение и диалекты
Носители языка (в общей сложности 607 тыс. человек по переписи 2000 г.) сосредоточены в г. Замбоанга, где он является основным языком. Город получил недавно статус главного «Латинского города Азии». Площадь города — 1.480 км², включает 28 островов. Население 774 тыс. в 2007 г. Также чавакано является основным языком города Исабела, а также г. Ламитан на соседнем острове Басилан. Лексика чабакано преимущественно испанская, в то же время грамматический строй отражает сильное влияние автохтонных языков, при том что морфология, как и у других креольских языков, выражена минимально. Язык-лексификатор чавакано — испанский, в роли субстрата выступает себуанский язык, в роли суперстрата и адстрата ныне выступают тагальский язык и английский. В целом, в отличие от собственно испанского языка на Филиппинах, практически вышедшего из употребления, чабакано используется в образовании, печати, телевидении и радио. Сохранность языка при передаче из поколения в поколение стабильна.

### Примеры чабакано
Donde tu anda?
Испанский: ¿A dónde vas?
(‘Куда ты идёшь?’)
Ya mirá yo con José.
Испанский: Yo miré a José.
(‘Я видел Хосе.’)
Ele ya empezá buscá que buscá con el sal.
Испанский: Él/Ella empezó a buscar la sal en todas partes.
(‘Он/она начал(а) искать соль повсюду.’)
Ele ya andá na escuela.
Испанский: Él/Ella fue a la escuela.
(‘Он/она пошёл(-ла) в школу.’)
Si Mario ya dormí na casa.
Испанский: Mario durmió en la casa.
(‘Марио спал в доме.’)
El hombre, quien ya man encuentro tu, amo mi hermano.
Испанский: El hombre, a quien conociste, es mi hermano.
(Человек, с которым ты познакомился, — мой брат.)
El persona con quien ta conversa tu, bien alegre gayot.
Испанский: La persona con quien conversas, está bien alegre.
(Человек, с которым ты разговариваешь, полон радости.)